# Autran Dourado
Waldomiro Freitas Autran Dourado (Patos de Minas, 18 gennaio 1926 – Rio de Janeiro, 30 settembre 2012) è stato uno scrittore brasiliano.
È stato il quinto autore brasiliano a ricevere il Premio Camões, assegnatogli nel 2000 a Rio de Janeiro. 
Nato nel Minas Gerais, si trasferì giovanissimo a Rio, all'epoca capitale del Brasile, dove divenne il segretario del Presidente Juscelino Kubitschek nel 1956. 
La sua opera è concentrata sul rinnovamento della Letteratura brasiliana, nonostante temi e ambienti siano propriamente tradizionali, ed è profondamente influenzata dalla prosa di Faulkner. 
Nei suoi romanzi è ricorrente la successione delle generazioni, che passano da periodi splendidi a epoche tetre e buie
È morto nel 2012 all'età di 86 anni a seguito di un'emorragia gastrica.

## Opere
- A Barca dos Homens (1961)
- Meu mestre imaginário
- Uma Vida em Segredo (1964)
- Ópera dos Mortos (1967)
- O Risco do Bordado (1970)
- Os Sinos da Agonia (1974)
- As Imaginações Pecaminosas (1981)
- A Serviço Del-Rei (1984)
- Opera dos Fantoches (1995)
- Confissões de Narciso (1997)